# Aufklärungsbehälter

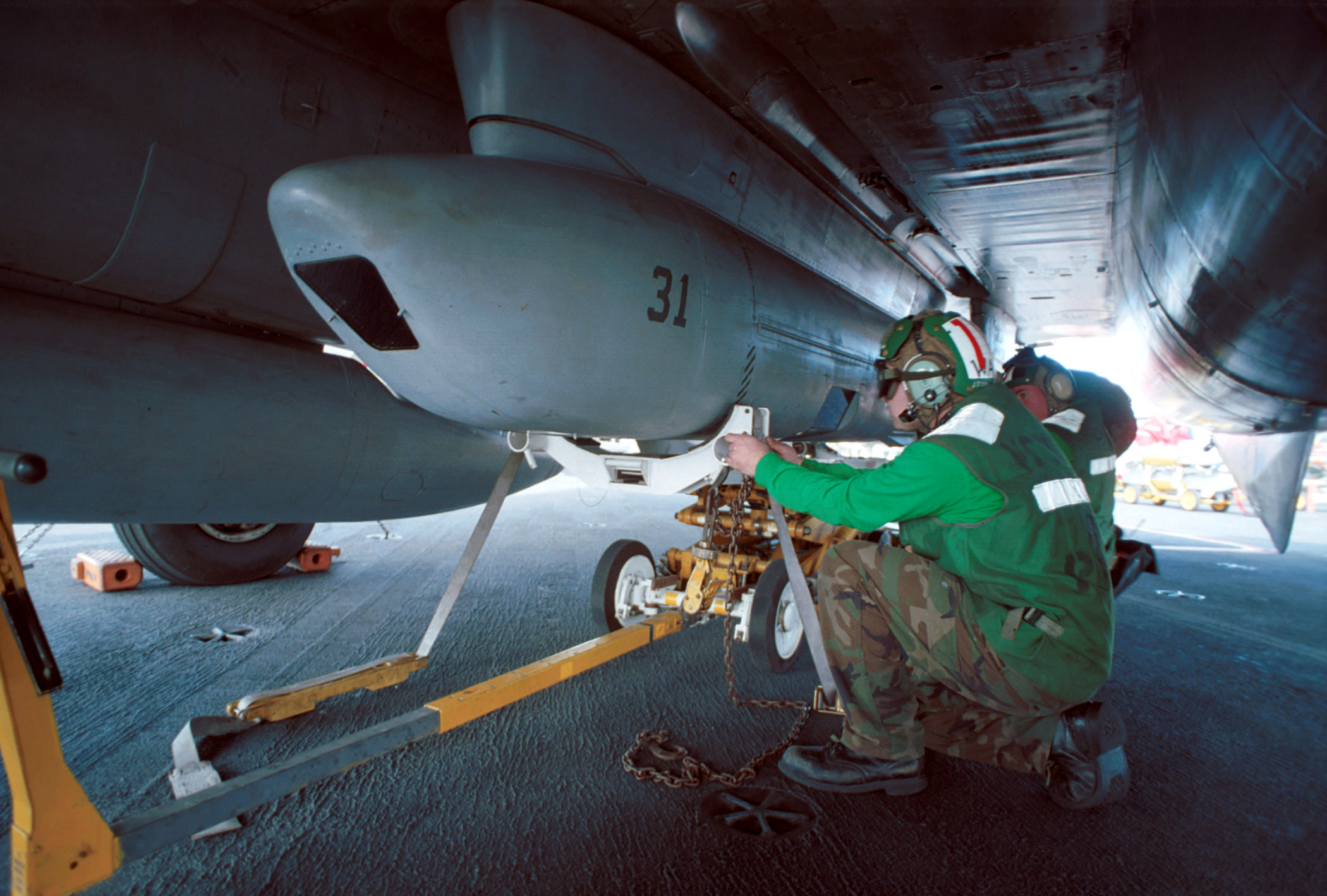
Aufklärungsbehälter an einem US-amerikanischen Militärflugzeug

Ein Aufklärungsbehälter ist ein extern an einem Flugzeug angebrachter Sensor in einer aerodynamischen Verkleidung. Diese Zusatzausrüstung ermöglicht, ein entsprechend vorbereitetes Luftfahrzeug in der Aufklärungsrolle einzusetzen.

## Aufbau
Ein Aufklärungsbehälter besteht aus mehreren Baugruppen. Das Gehäuse (engl. pod) dient als aerodynamische Verkleidung und als Schutz vor äußeren Einflüssen wie Wetter oder Staub. Die Nutzlast (engl. payload) besteht aus der Sensorausstattung und den Bauteilen, die für deren Betrieb nötig sind. Dazu zählen beispielsweise Klimaanlagen und Geräte für die Stromversorgung, zur Datenspeicherung, -aufbereitung und -kommunikation.
Frühere Systeme nutzten zur Aufzeichnung der Aufklärungsergebnisse noch Nassfilme, die nach dem Flug durch speziell ausgebildetes Personal ausgewertet wurden. Durch die vermehrte Nutzung leistungsfähigerer elektronischer Sensoren besteht heute zunehmend die Möglichkeit der digitalen Speicherung und einer ersten Sichtung im Flug oder die Datenübertragung an eine Bodenstation per Funk.
Der Anbau eines Aufklärungsbehälters erfolgt in der Regel an Standard-Außenlastträgern unter dem Rumpf, selten unter den Tragflächen. Im Luftfahrzeug sind Elemente zur Bedienung der Sensoren erforderlich.

## Sensoren

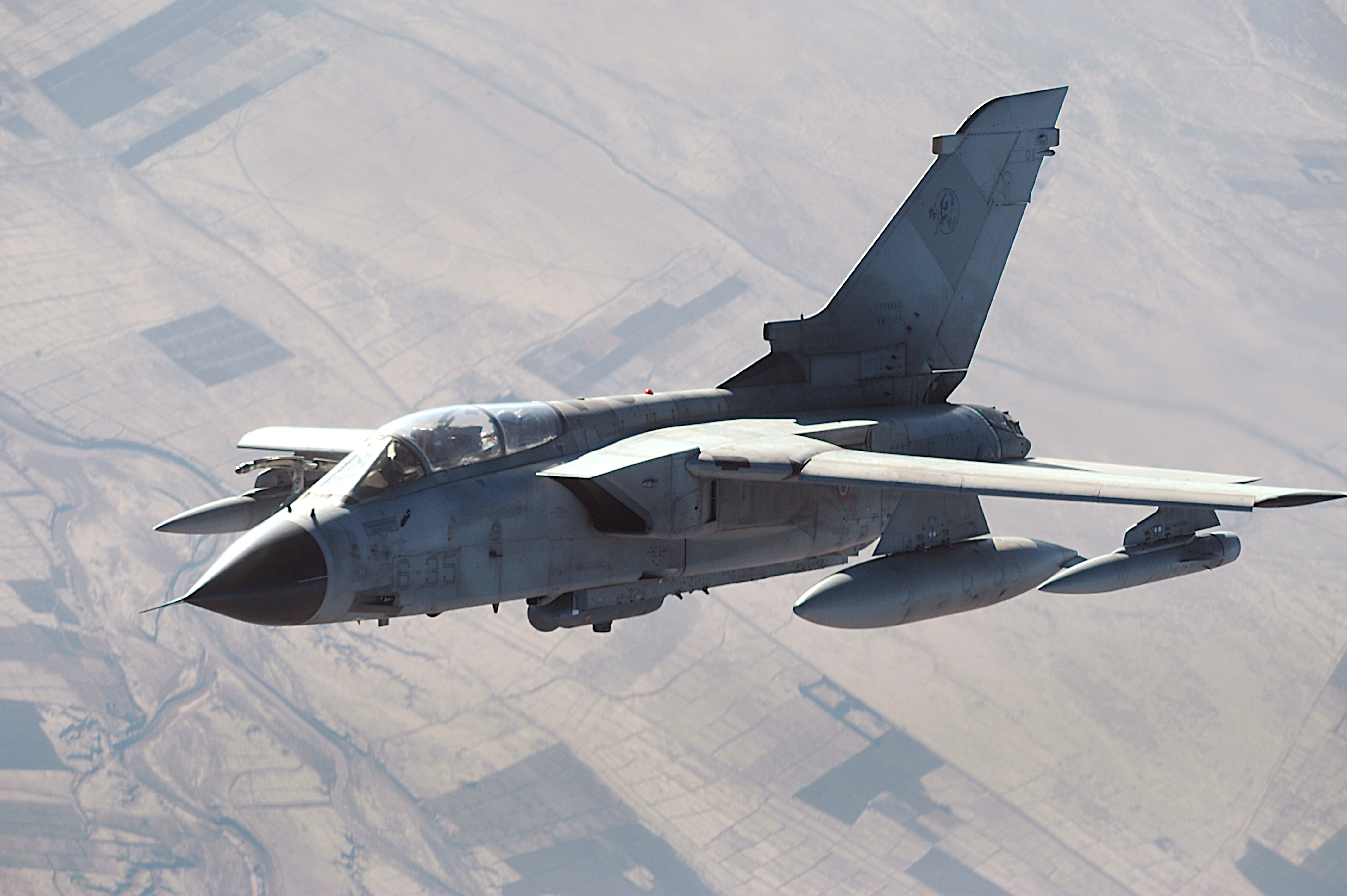
Italienischer Tornado mit Reccelite-Aufklärungsbehälter

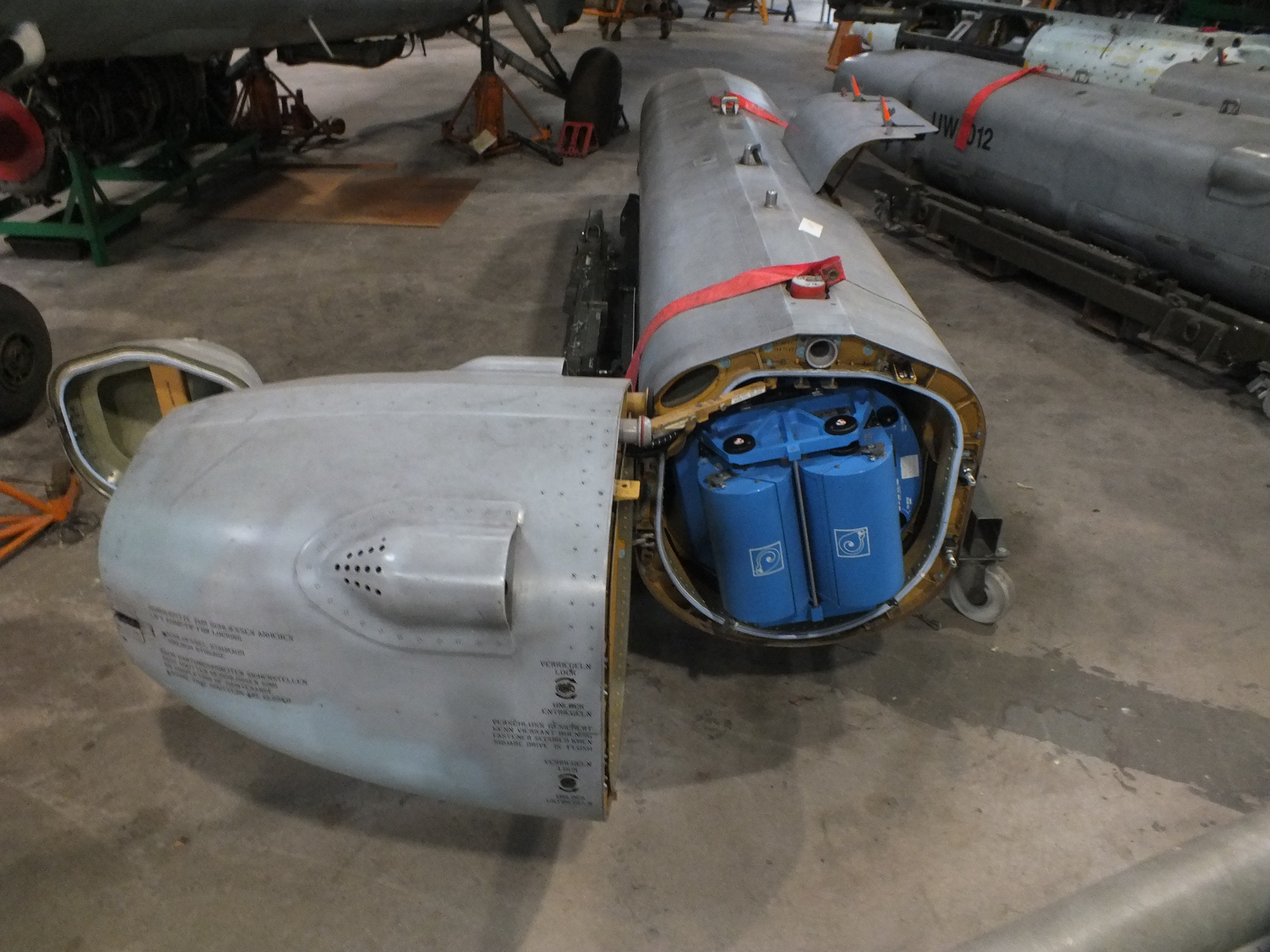
Telelens-RECCE-Pod

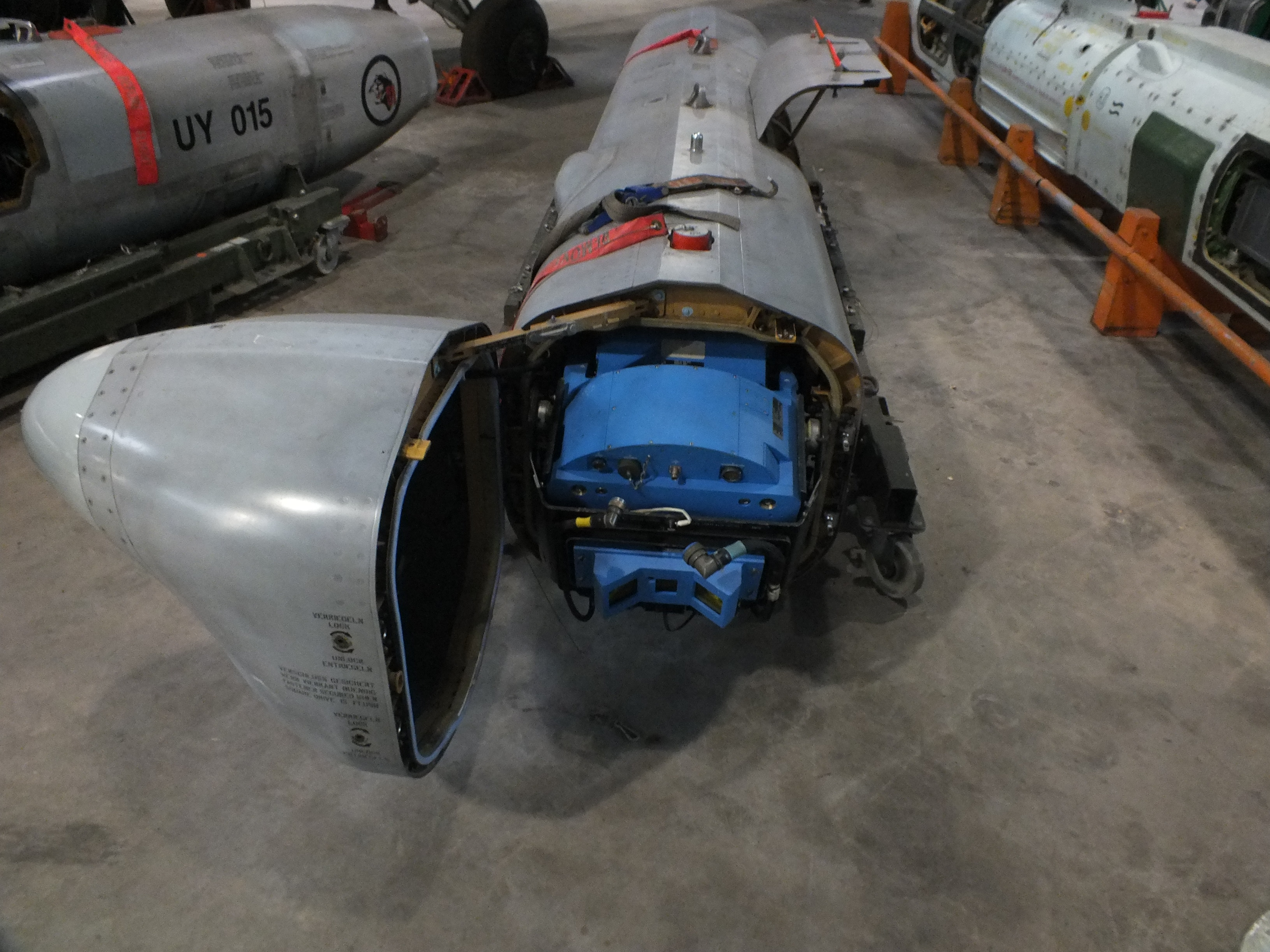
Tornado-RECCE-Pod

Zur abbildenden Aufklärung erfolgt die Zusammenstellung der Sensorausstattung bzw. die Wahl des Sensors unter Berücksichtigung des geforderten Aufklärungsergebnisses (Aufnahme seitlich/senkrecht/…), der Sicht-/Lichtverhältnisse (Wetter/Tag/Nacht) und der taktischen Lage.
Die folgende Tabelle nennt gängige Bezeichnungen für Sensoren, die – teilweise gemeinsam – in Aufklärungsbehältern eingebaut werden. Ihre Blickrichtung ist durch die Art des Einbaus festgelegt beziehungsweise flexibel bei Nutzung einer schwenkbaren Aufhängung.
| Sensor                             | Blickrichtung                      | allwetterfähig | tag- und nachtfähig | Bemerkung                                                                                  |
| ---------------------------------- | ---------------------------------- | -------------- | ------------------- | ------------------------------------------------------------------------------------------ |
| optisch                            | vorwärts/senkrecht/seitwärts       | —              | —                   | - diverse Brennweiten - derzeit Sensor mit der größten Auflösung                           |
| elektro-optisch (sichtbares Licht) | vorwärts/senkrecht/steil seitwärts | —              | —                   | —                                                                                          |
| elektro-optisch (Infrarot)         | senkrecht/steil vor-/seitwärts     | x              | x                   | —                                                                                          |
| Radar                              | seitwärts                          | x              | x                   | - künstliche Bilderzeugung (Synthetic Aperture Radar) - Side-Looking-Airborne-Radar (SLAR) |
| SIGINT                             | entfällt                           | x              | x                   | Elektronische Aufklärung (ELINT)                                                           |

## Beispiele
| Hersteller                                      | Bezeichnung                                                                                        | Sensor(en) | Lfz | Bemerkung |
| ----------------------------------------------- | -------------------------------------------------------------------------------------------------- | --- | --- | --- |
| BAE Systems                                     | GP-1                                                                                               | optisch/IR: - 4 Vinten F95 Mk 10 Kameras (2 × 3" und 2 × 1.5" Linsen) - 2 Vinten F95 Mk 10 Kameras und eine F126-Kamera (6" Linse) - Vinten F95 Mk 7 Kamera (6" Linse) - BAE 401 IR-Linescanner | - SEPECAT Jaguar | — |
| Vinten (heute: THALES Optronics)                | Vicon 18                                                                                           | EO | - Harrier - Atlas Cheetah - SEPECAT Jaguar                                                                                              | — |
| EMI Electronics Ltd.                            | —                                                                                                  | optisch/EO/SLAR | - F-4M Phantom II | — |
| EMI Electronics Ltd.                            | Jaguar EMI Recce Pod                                                                               | optisch/EO | - SEPECAT Jaguar | — |
| THALES                                          | DJRP (Digital Joint Reconnaissance Pod)                                                            | EO | - Harrier - Panavia Tornado GR.4 | Weiterentwicklung des Vicon 18 Series 601 E-O/IR pod |
| Saab AB                                         | SPK39                                                                                              | RADAR | - Saab 39 Gripen | SLAR |
| Terma (vormals Per Udsen)                       | MRP (Modular Reconnaissance Pod)                                                                   | EO/IR: - für niedrige Höhen: 75 mm und 150 mm Vinten 8010 EO-Sensor - für mittlere Höhen: 75 mm und 450 mm Vinten 8042 EO-Sensor - 75mm Vinten 80100 - Vinten 8220 Vigil IR-Linescanner         | - F-16 - Saab 39 Gripen | — |
| EADS                                            | Recce-Pod                                                                                          | optisch/IR: - 1 Zeiss KS153 Trilens oblique - 1 Zeiss KS153 Pentalens vertikal oder 1 Zeiss KS153 Trilens - IR-Line Scanner                                                                     | - Panavia Tornado | Kennung: UW Konzipiert für taktische Aufklärung in niedrigen Höhen bei hoher Geschwindigkeit im Unterschallbereich. Einsatzhöhe: 60 - 600 m Einsatzgewicht: 545 kg                             |
| EADS                                            | Telelens-Pod                                                                                       | optisch/IR: - 1 Zeiss KS153 Telelens vertikal - 1 Zeiss KS153 Pentalens vertikal oder 1 Zeiss KS153A Trilens vertikal - IR-Line Scanner                                                         | - Panavia Tornado | Kennung: UY Konzipiert für Abstandsaufklärung mit langbrennweitiger Kamera (KS-153 Telelens 610 von Zeiss) mit neun verschiedenen Schwenkpositionen, Einsatzhöhe: 600 m Einsatzgewicht: 710 kg |
| Raytheon                                        | SHARP (SHAred Reconnaissance Pod)                                                                  | optisch/EO/SLAR | - F-18F Super Hornet | Einbau im modifizierten Waffenschacht einer P-3 Orion möglich |
| Elbit Systems Electro-optics – Elop Ltd. (ELOP) | Condor 2 EO/IR LOROP (EO/IR Long-Range Oblique Photography System)                                 | EO/IR | - F-16 | — |
| Thomson-CSF                                     | RAPHAEL-TH (RAdar de Photographie Aerienne ELectrique a Transmission Hertzienne)                   | RADAR | - Mirage F1CR | SLAR |
| Israel Aerospace Industries Ltd.                | EL/M-2060P                                                                                         | RADAR | - F-16 | Synthetic Aperture Radar (SAR) with Ground Moving Target Indication (GMTI) |
| Goodrich Corporation                            | DB-110                                                                                             | EO | - F-16D - Tornado GR.4(A) (RAF), RAPTOR (Reconnaissance Airborne Pod TORnado) - F-111 (austr. LuSK) - P-3C Orion (jap. Seestreitkräfte) | — |
| Grumman Aerospace Corporation                   | TARPS (Tactical Air Reconnaissance Pod System)                                                     | optisch/IR: - CAI KS-87B vorwärts/vertikal blickende Kamera - KA-99 Tiefflug-Panorama-Kamera - AN/AAD-5 IR-Linescanner                                                                          | - F-14 | — |
| Kupol                                           | M400                                                                                               | EO/RADAR | - SU-30MKK2 (chin. LuSK) | SLAR |
| Oldelft                                         | Orpheus                                                                                            | EO/IR-Linescanner | - F-16A(R) (niederl./belg. LuSK), RF-104                                                                                                | — |
| —                                               | MSK (Mörkerspaningskapsel)                                                                         | IR (aktiv): 3 Seriekamera (SKa) 34-75 Kameras | - Saab Viggen | Nutzung in Verbindung mit einem weiteren Pod zur Beleuchtung durch IR-Blitz |
| Förenade Fabriksverken (FFV)                    | Red Baron                                                                                          | IR - 4 Vinten F95 Kameras mit 3 inch und 11 inch Linsen für vertikale und oblique Aufnahmen - Texas Instruments RS-702 IR Line-scanner                                                          | - F-16 - Saab 35 Draken | — |
| Förenade Fabriksverken (FFV)                    | Blue Baron                                                                                         | IR (aktiv): 3 Vinten 70mm Kameras | - Saab 35 Draken | Beleuchtung durch IR-Blitz |
| BAE Systems                                     | TARS (Theater Airborne Reconnaissance System)                                                      | EO | - F-16C (ANG) | — |
| BAE Systems                                     | ATARS (Advanced Tactical Airborne Reconnaissance System)                                           | EO/IR | - F-18D Hornet | — |
| THALES                                          | - ASTAC (Analyseur de Signaux TACtiques) - TACER (TACtical Electronic Reconnaissance) (Mitsubishi) | SIGINT | - Mirage F1CR - RF-4E (jap. LuSK) | ELINT (Radar) |
| THALES                                          | Reco-NG (Reconnaissance, Nouvelle Generation)                                                      | EO/IR | - Dassault Rafale - Mirage 2000 | — |
| Rafael                                          | Reccelite                                                                                          | EO/IR | - F-16 - F/A-18 - Tornado | basiert auf Litening Zielbeleuchter |
| THALES                                          | Presto reconnaissance pod                                                                          | EO | - Mirage 2000 | — |
| ?                                               | Radaraufklärungsbehälter Typ R                                                                     | optisch (1 Kamera als Referenzsystem)/SIGINT/SLAR | - MiG-21R | ELINT |
| ?                                               | Photo-Aufklärungsbehälter Typ D                                                                    | optisch (7 Kameras)/ (später: EO)/SIGINT | - MiG-21R | ELINT |
| ?                                               | Nacht-Aufklärungsbehälter Typ N                                                                    | IR | - MiG-21R | — |
| Elbit/Aerostar                                  | ARP (Airborne Reconnaissance Pod)                                                                  | EO | - MiG-21 Lancer - IAR-99 | — |

## Sonderfälle
Auch Zielerfassungs-/Zielbeleuchterbehälter wie der Litening AT der Firma Northrop Grumman können in einer Zweitfunktion zur Aufklärung und Überwachung eingesetzt werden.